# Krummavísur

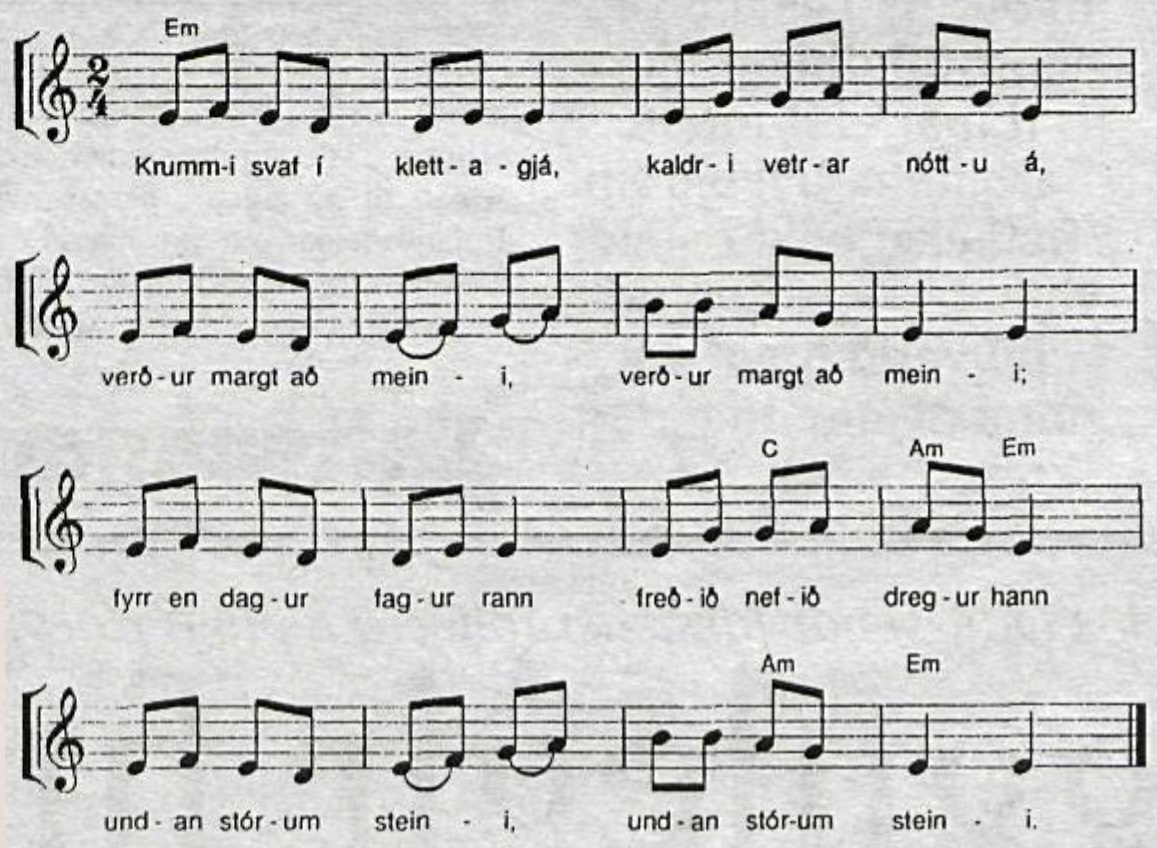
Krummi svaf í klettagjá
rahmenlos

Krummavísur („Rabenverse“, „Rabenstrophen“ oder „Rabenweisen“) ist ein isländisches Lied mit Text von Jón Thoroddsen, das den Status eines Volksliedes erlangt hat. Das Klagelied eines hungernden Raben im Winter ist nach seiner Anfangszeile auch als Krummi svaf í klettagjá bekannt. Es wird im 4/4-Takt im phrygischen Modus gesungen.

## Hintergrund
Die Krummavísur stammen vom isländischen Schriftsteller Jón Thoroddsen (1818–1868), während die Melodie als Volkslied gilt. Der Titel des Liedes ist aus den isländischen Wörtern krummi und vísur, dem Plural von vísa, zusammengesetzt. Krummi ist ein umgangssprachlicher Begriff für den Raben (hrafn). Vísa kann als „Vers“, „Strophe“ oder „Weise“ übersetzt werden.
Der Rabe wird mit hoher Intelligenz verbunden und kommt in der nordischen Mythologie vor, unter anderem in Gestalt von Hugin und Munin (isländisch Huginn und Muninn, Gedanke und Erinnerung), den Begleitern Odins.

## Text
| Isländisch                                                                          | Deutsch |
| ----------------------------------------------------------------------------------- | --- |
| Krummi svaf í klettagjá, kaldri vetrarnóttu á, verður margt að meini                | Der Rabe schlief in einer Felsspalte, in einer kalten Winternacht peinigt ihn viel.                                  |
| Fyrr en dagur fagur rann, freðið nefið dregur hann undan stórum steini.             | Bevor aber der schöne Tag verging, zog er seine frostige Nase unter dem großen Stein hervor.                         |
| Allt er frosið úti gor, ekkert fæst við ströndu mor, svengd er metti mína.          | Alles ist gefroren draußen, nichts gibt es mehr am Strand, Hunger ist in meinem Bauch.                               |
| Ef að húsum heim ég fer heimafrakkur bannar mér seppi’ úr sorp að tína.             | Wenn ich mich den Häusern nähere, verhindert der freche Hund, dass ich etwas aus dem Müll picke.                     |

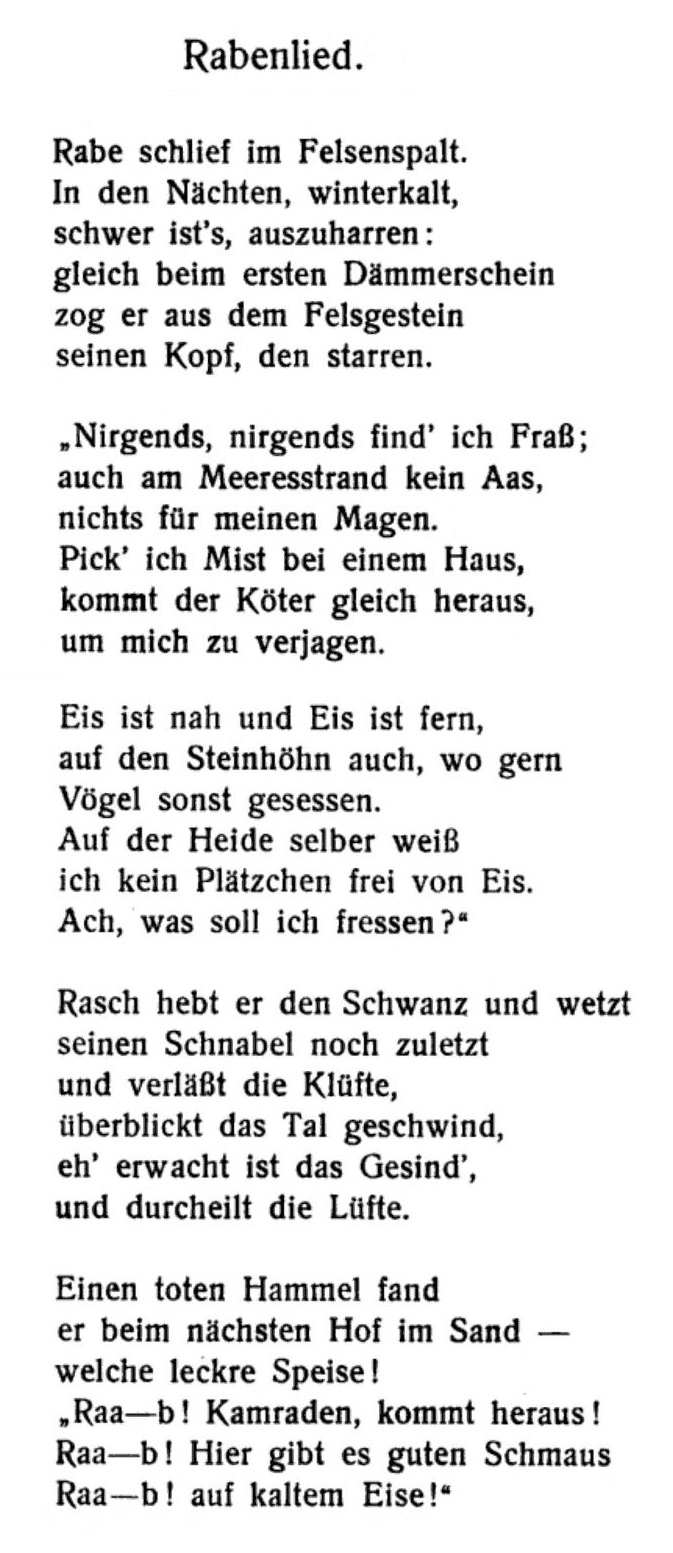
Nachdichtung von J. C. Poestion (1904)

| Öll er þakin ísi jörð, ekki séð á holtabörð fleygir fuglar geta.                    | Alles auf der Erde ist mit Eis bedeckt, nichts zu sehen auf dem Steinhügeltisch, was Vögel bekommen können.          |
| En þó leiti út um mó, auða hvergi lítur tó; hvað á hrafn að éta.                    | Aber obwohl ich auf der Heide suche, nach Essen sieht es in den Grasbüscheln nicht aus, was ein Rabe fressen könnte. |
| Á sér krummi ýfði stél, einnig brýndi gogginn vel, flaug úr fjallagjótum            | Der Rabe stellte seinen Schwanz auf, und schärfte seinen Schnabel gut, und flog los, um zu handeln.                  |
| Lítur yfir byggð og bú á bænum fyrr en vakna hjú, veifar vængjum skjótum.           | Er sucht über Dörfern und Gehöften, in den Städten, bevor sie erwachen, flattert er mit seinen Schwingen.            |
| Sálaður á síðu lá sauður feitur garði hjá, fyrrum frár á velli                      | Entseelt sitzt er an der Seite, ein fetter Hammel stand im Garten in der Nähe, früher war er schnell und kräftig.    |
| Krunk, krunk, nafnar, komið hér, krunk, krunk, því oss búin er krás á köldu svelli. | Kruk, kruk, Namensvetter, komm her, kruk, kruk, dir wird von uns ein Fest auf dem kalten Grund geboten.              |